# Ярославский проспект
Яросла́вский проспект — меридиональный проспект в историческом районе Удельная Выборгского административного района Санкт-Петербурга. Проходит от Нежинской до Поклонногорской улицы. Параллелен Костромскому проспекту и проспекту Энгельса. На участке от Забайкальской до Олонецкой улицы (Берёзовый сад) отсутствует сквозной проезд. Участок от Мышкинской до Громовской улицы фактически представляет собой внутриквартальный проезд.

## История
Проспект получил название в 1880-х годах по городу Ярославлю.

## Пересечения
С юга на север (по увеличению нумерации домов) Ярославский проспект пересекают следующие улицы:
- Нежинская улица — Ярославский проспект примыкает к ней;
- Эмануиловская улица — примыкание;
- Удельный проспект — пересечение;
- Ломовская улица — пересечение;
- Кубанская улица — пересечение;
- Кольская улица — пересечение;
- Калязинская улица — пересечение;
- Енотаевская улица — пересечение;
- Елецкая улица — пересечение;
- Скобелевский проспект — пересечение;
- Забайкальская улица — пересечение;
- Олонецкая улица — пересечение;
- Мышкинская улица — примыкание;
- улица Сергея Марго — пересечение;
- Громовская улица — примыкание;
- Поклонногорская улица — Ярославский проспект примыкает к ней.

## Транспорт
Ближайшая к Ярославскому проспекту станция метро — «Удельная» (кратчайшее расстояние — около 200 м). На расстоянии около 1,1 км по прямой от конца проспекта находится станция «Озерки». Обе станции расположены на 2-й (Московско-Петроградской) линии.
Движение наземного общественного транспорта по Ярославскому проспекту отсутствует.
Между Енотаевской и Елецкой улицами проспект пересекает трамвайная линия от конечной станции «Удельная».
На расстоянии около 300 м от Ярославского проспекта (по Скобелевскому проспекту) находится железнодорожная платформа Удельная.

## Общественно значимые объекты

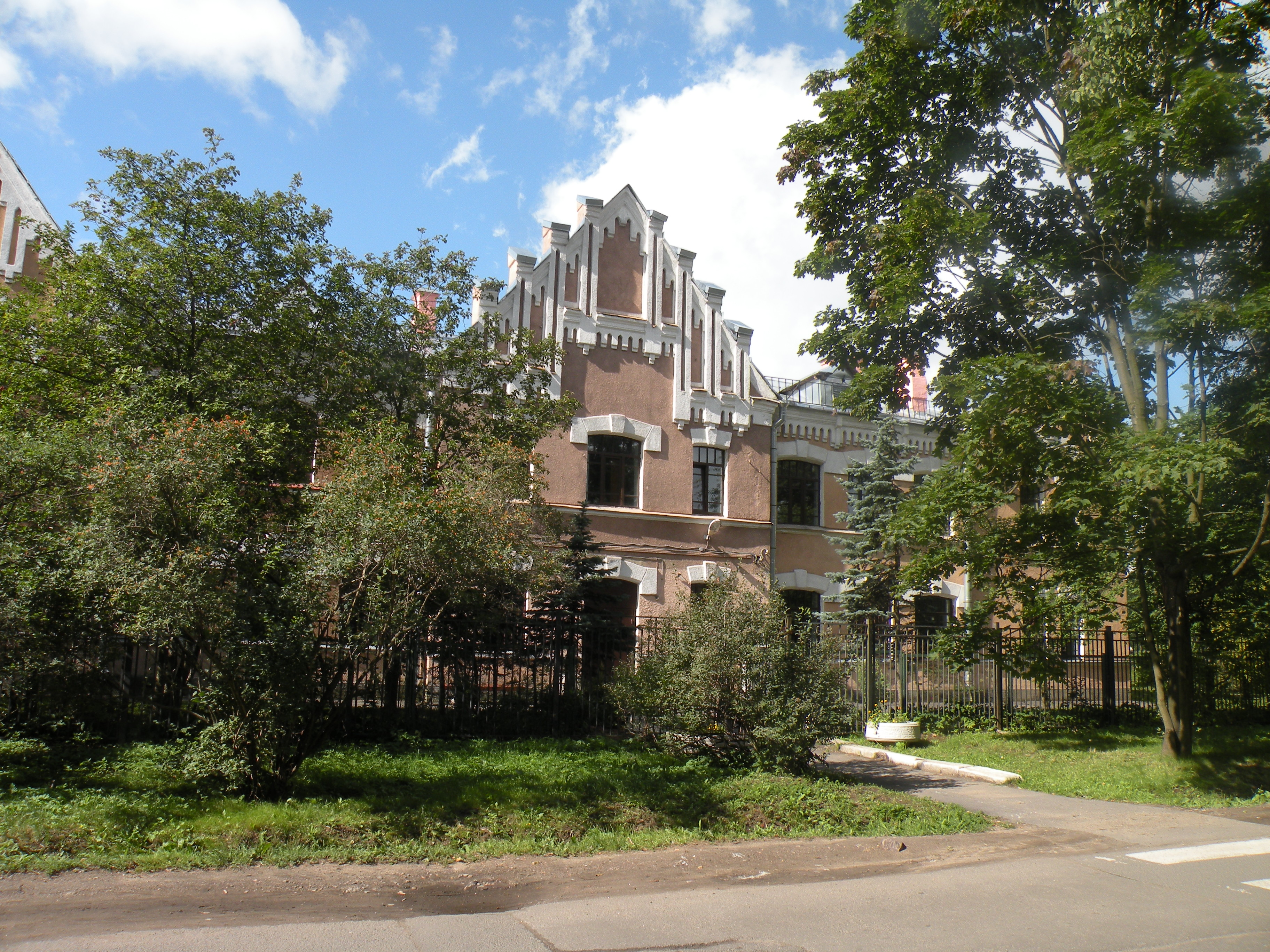
Здание детского дома № 53 на Ярославском проспекте

- дом 4 — Детский дом № 53 Выборгского района (напротив примыкания Эмануиловской улицы);
- дом 16 — Ярославские бани — Баня № 15 Выборгского района (между Кубанской и Кольской улицами);
- дом 20 — центр образования № 100 (между Кольской и Калязинской улицами);
- детский сад № 3 (у пересечения с Калязинской улицей) — Калязинская улица, дом 6;
- дом 45 — «Макдоналдс»;
- дом 55 — кинотеатр «Уран» (бывший «Иллюзион»/«Астория»), один из двух дореволюционных кинотеатров Петербурга;
- автоматическая телефонная станция «Поклонногорская» — проспект Энгельса, дом 74;
- дом 65 — детский сад № 81;
- дом 66, корпус 2 — детский сад № 81;
- детский сад № 90 — Костромской проспект, дом 63;[уточнить]
- дом 72 — Межшкольный учебный комбинат Выборгского района;
- Берёзовый сад — по обе стороны Ярославского проспекта, между проспектом Энгельса, Олонецкой улицей, Костромским проспектом и Забайкальской улицей;
- Сад Юннатов — между улицей Сергея Марго и Поклонногорской улицей.